# 京都検定!なるほど研究所
『京都検定!なるほど研究所』（きょうと けんてい なるほど けんきゅうじょ）は、KBS京都ラジオで2005年4月から2008年9月26日まで毎週金曜日の14:00 - 14:45に放送されていたラジオ番組である。

## 出演者
主任研究員
- 戸田順子

研究所教授（2008年3月まで）
- 井上章一（国際日本文化研究センター教授）
- 須藤眞志（京都産業大学外国語学科教授）
- 市田ひろみ（服飾研究家）

ほか

## テーマ・教授陣
2008年4月以降。
- 4月18日：「京都御苑」小沢晴司（環境省京都御苑管理事務所所長）
- 4月25日：「源氏物語錦織絵巻」野中明（山口伊太郎遺作展実行委員会委員長）
- 5月2日：「京都の庭園」マレス・エマニュエル（京都通信社編集員）
- 5月9日：「葵祭」小西伸夫（葵祭行列保存会事務局長）
- 5月16日：「京の不思議」吉見誠一郎（京都産業大学特別客員研究員）
- 5月23日：「京町家のしきたり」杉本節子（財団法人奈良屋記念 杉本家保存会事務局長）
- 5月30日：「京の竹物語」渡邊政俊（竹林生態学者）
- 6月6日：「京の音散歩」小松正史（京都精華大学人文学部准教授）
- 6月13日：「京の湯めぐり」林宏樹（フリーライター）
- 6月20日：「涼を造る京すだれ」田中貴（田中すだれ店当主）
- 6月27日：「京の障壁画」福島恒徳（花園大学教授）
- 7月4日：「知って得する祇園祭」朧谷壽（同志社女子大学教授）
- 7月11日：「祇園祭、今年の見所」深見茂（祇園祭山鉾連合会理事長）・中野晴男（太子山保存会会長）
- 7月18日：「祇園祭のくらしと料理」秦めぐみ（料理「秦家」主宰）
- 7月25日：「愛宕神社と千日詣り」天野太郎（同志社女子大学准教授）
- 8月1日：「鴨川歴史探訪」廣瀬千紗子（同志社女子大学教授）
- 8月8日：「お盆の行事」山路興造（同志社女子大学講師）
- 8月15日：「京都ミステリー散歩」雲谷斎（ライター）
- 8月22日：「京都の食文化」森田潤司（同志社女子大学教授）
- 8月29日：「平安装束」清水久美子（同志社女子大学教授）
- 9月5日：「京都言葉」橋本和桂（同志社大学文学部国文科講師）
- 9月12日：「源氏物語と匂い」朱捷（同志社女子大学教授）
- 9月19日：「世界の宝京都」ランディ・チャネル（茶道裏千家准教授）
- 9月26日：「うちから見た京都」井上章一

## 番組内のコーナー
- 今日のテーマのクイズ（2008年4月より）
- 京のくらし
- なるほど、京のまち
- プレゼントクイズ
- 京都検定クイズ（過去の京都検定問題より出題）

## スポンサー
- 京都中央信用金庫（2006年4月（放送開始） - 2008年3月28日）
- 同志社女子大学（2008年4月5日 - 同年9月26日）